# Rankous
Rankous hoặc Rankus (tiếng Ả Rập: رنكوس) là một thị trấn Syria và khu nghỉ mát mùa hè ở vùng nông thôn Damascus của tỉnh (Rif Dimashq) nằm ở Núi Qalamoun (chống Liban) ở Syria, 45 km từ Damascus, với tổng diện tích 22.277 km ², kéo dài từ 1650 đến 2150 m. Khí hậu của thị trấn mát mẻ vào mùa hè và lạnh vào mùa đông. Tỷ lệ mưa và tuyết thường dao động trong khoảng từ 350 đến 650   mm. Những ngọn núi bao quanh thị trấn phủ đầy tuyết vào mùa đông. Theo Cục Thống kê Trung ương Syria (CBS), Rankous có dân số 7.717 người trong cuộc điều tra dân số năm 2004.
Thị trấn nổi tiếng với việc trồng cây ăn quả: táo, lê, anh đào, hạnh nhân, mơ và rau: khoai tây, đậu Hà Lan, nhiều loại rau. Có nhiều loại vật nuôi Hạng, như cừu, dê, bò, gia cầm.
Có những di tích lịch sử hạng nhất trong vùng lân cận của thị trấn, hang động, nghĩa trang cũ và lăng mộ được chạm khắc và khắc trên đá.
Thị trấn đã bị tàn phá nghiêm trọng trong các cuộc đụng độ giữa các lực lượng thân chính phủ và phe đối lập vũ trang trong cuộc nội chiến ở Syria.

## Những người đến từ Rankous
- Cheikh Mahmoud Baayoun (Mahmoud Al Rankousi)
- Dịch giả và nhà viết tiểu luận Mohamed Ali Abdel Jalil